# Nuno Resende
Nuno Resende, född 25 juni 1973 i Porto i Portugal, är en portugisisk sångare och musikalartist. Han flyttade med sina föräldrar till Belgien 1985. Han studerade vid idrottsskola för att bli lärare men bestämde sig för att satsa på en musikkarriär.

## Karriär
Nuno Resende var medlem av gruppen La Teuf, som slutade som sexa i Eurovision Song Contests belgiska final. Han lyckades bättre 2005, då han blev vald att representera Belgien i Eurovision Song Contest i Kiev 2005 med balladen Le grand soir. Han fick totalt 29 poäng i semifinalen och slutade på 22:a plats av 25 deltagare och gick därmed inte vidare till finalen.
Resende har medverkat i ett flertal musikaler, däribland Belle et la Bete (1999), Roméo et Juliette|Roméo et Juliette (2000), Les Demoiselles de Rochefort (2003) och spelade huvudrollen i Aladdin på Palais des congrès i Paris i december 2007. 2008 spelade han i Grease (den franska versionen).
Från 2009 till 2011 medverkade han i musikalen Mozart, l'opéra rock. Han spelade ett par mindre roller men var också reserv för huvudrollen Wolfgang Amadeus Mozart. Han fick tillfälle att spela Mozart första gången 29 april 2010 vid musikalens premiär i Bryssel (Belgien) och ännu en gång 13 maj i Lyon (Frankrike).
2012 spelade Resende i musikalen Adam et Ève : La Seconde Chance (andra chansen) av Pascal Obispo på Palais des sports de Paris tillsammans med Thierry Amiel och Cylia, huvudrollsinnehavarna i musikalen. Han spelade rollen som Ormen, folkets ledare på ”andra” sidan av Eden City. Musikalen lades ned i augusti 2012 på grund av ekonomiska skäl. I slutet av året fick han en roll i musikalen Erzebeth som inspirerats av den berömda ungerska grevinnan Elisabet Báthorys liv. Resende spelade Thurzo, Elizabeths älskare.
Resende deltog i "The Voice" (Frankrike) (Frankrike) 2013 och med Florent Pagny som coach nådde han finalen 18 maj. Han slutade på tredje plats
 efter andrepristagaren Olympe och segraren Yoann Fréget. Showen turnerade i Frankrike och avslutades i Libanon.
Sommaren 2013 uppträdde han på ett flertal festivaler, bland annat på festivalen i Avignon. Han gav ut en DVD från sina konserter med namnet Interlude musicale.
Från oktober till januari spelade Resende i Paris i musikalen Pinocchio. Han hade rollen som Maître Grigri (Benjamin Syrsa).

## Musikaler

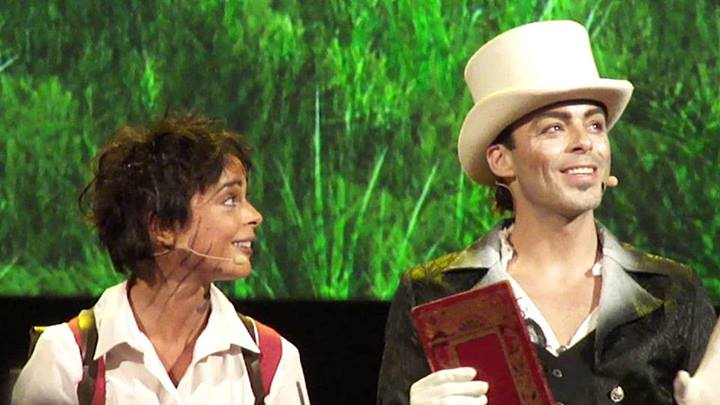
Vanessa Cailhol och Nuno Resende i Pinocchio, le spectacle musical (2013)

- 1999 : La Belle et la Bête av Sylvain Meyniac - Belgien, Frankrike
- 2000–2002 : Roméo et Juliette, de la haine à l'amour av Gérard Presgurvic, regi Redha - Palais des congrès de Paris, turné
- 2003 : Les Demoiselles de Rochefort av Michel Legrand och Alain Boublil, dir Redha - Lille Grand Palais, Palais des congrès de Paris
- 2007–2009 : Aladin av Jeanne Deschaux och Jean-Philippe Daguerre - Palais des congrès de Paris, turné
- 2008–2009 : Grease av Jim Jacobs, Warren Casey och Stéphane Laporte - Théâtre Comédia de Paris, Palais des congrès de Paris
- 2009 : Roméo et Juliette, de la haine à l'amour av Gérard Presgurvic, regi Redha - Sydkorea
- 2009–2011 : Mozart, l'opéra rock av Dove Attia och Albert Cohen, regi Olivier Dahan - Palais des sports de Paris, turné, Palais omnisports de Paris-Bercy
- 2012 : Adam et Ève : La Seconde Chance av Pascal Obispo och Jean-Marie Duprez, regi Mark Fisher et Pascal Obispo - Palais des sports de Paris
- 2012 : Erzebeth, le spectacle musical av Stéphane och Brigitte Decoster - Belgium
- 2013–2014 : Pinocchio, le spectacle musical av Marie-Jo Zarb och Moria Némo, dir Marie-Jo Zarb - Théâtre de Paris

## Diskografi

### Album
- 1999 : La Belle et la Bête
- 1999 : La Teuf
- 2003 : Les Demoiselles de Rochefort
- 2007 : Aladin
- 2011 : Adam et Ève : La Seconde Chance
- 2013 : Pinocchio, le spectacle musical
- 2013 : Erzsebeth, le spectacle musical

### DVD
- 2004 : Les Demoiselles de Rochefort
- 2010 : Mozart, l'opéra rock
- 2012 : Adam et Ève : La Seconde Chance
- 2013 : Interlude musical